# Colette
Colette, teljes nevén Sidonie-Gabrielle Colette (Saint-Sauveur-en-Puisaye, 1873. január 28. – Párizs, 1954. augusztus 3.), francia írónő, varietéművész és újságíró. Az első írónő, akit a Goncourt Akadémia meghívott soraiba és az első nő, aki halálakor állami temetésben részesült.

## Élete és munkássága
Colette (ahogy magát szerzőként nevezte) egy burgundiai kis faluban született, és nőtt fel. Apja adóbehajtóként dolgozott. Párizsi utazása során 16 évesen ismerkedett meg az akkor 30 éves Henry Gauthier-Villars-ral, aki mint az irodalmi szalonok arszlánja volt hírhedt. 1893-ban összeházasodtak, és amint fény derült Colette írói tehetségére, férje kihasználta ezt. 1896-tól Willy álnéven publikálta az egyre népszerűbb, pornográf elemeket is tartalmazó regénysorozatát a fiatal Claudine-ről, mely számos önéletrajzi elemet is tartalmazott: Claudine az iskolában (Claudine à l’école), Claudine Párizsban (Claudine á Paris), Claudine házassága (Claudine en ménage), Claudine elmegy (Claudine s’en va) – a címek szó szerinti fordításban).
Nem sokkal az utolsó Claudine-regényt követően (1903) elhagyta férjét. 1904-ben jelent meg már saját neve alatt az Állatok párbeszédei (Dialogues de Bêtes). Válása után (1905), pantomimórákat vett Georges Wague-tól, és 1906-tól kezdve számos fellépése volt Párizsban és környékén. Kezdetben a nála tíz évvel idősebb Mathilde de Morny-val (Missy), III. Napóleon féltestvérének leányával lépett fel, akivel botrányosnak tartott leszbikus szerelmi viszonyt folytatott.
Colette ekkor már Colette Willy néven folyamatosan publikálta műveit, többek között a Visszavonulás a szerelemtől (La Retraite sentimentale) (1907), A Szőlőtőke (Les vrilles de la vigne)(1907) és A bűnös ártatlanság (L’ingénue libertine)(1909) c. regényeit.
1909-ben íródott a legtöbb önéletrajzi elemet tartalmazó Kóborélet (La Vagabonde) c. egyes szám első személyben megfogalmazott regénye, amely egy elvált, csalódott varietétáncosnőről szól, akibe beleszeret egy gazdag örökös. (Colette 1910-ben ismerkedett meg Auguste Hériot-val, a milliomos örökössel, akivel rövid életű kapcsolatuk során Olaszországba is elutazott.) A Kóborélet, amely egy folyóirat hasábjain jelent meg először, meghozta Colette számára az irodalmi áttörést és 1910-ben a Goncourt-nagydíjat is.
Mint zsurnaliszta is keresetté vált, saját rovata volt a Le Matin párizsi napilap hasábjain. 1911-től a lap főszerkesztőjével, Baron Henry de Jouvenellel élt együtt.
1913-ban újra feldolgozta korábbi táncos élményeit Az orfeum háttere (L’Envers du music-hall) c. regényében.
Az első világháború kitörése 1914 augusztusában megrázta Colette-et, ugyanis férjének be kellett vonulnia (noha nem a frontra). Colette a háborús időkben is tevékeny maradt, miután az 1913-ban született lányát egy nevelőnővel együtt Jouvenel birtokára küldte, ápolónőként dolgozott Párizsban, majd Verdun mellett egy kórházban. 1915-re lelkesültsége és áldozatkészsége véget ért, és a La Matin riportereként bejárta Olaszországot. 1917 elején Rómában filmesítették meg közreműködésével Kóborélet c. regényét.
Párizsba visszatérve új regény írásába fog Mitsou kisasszony címmel (Mitsou, ou comment l’esprit vient aux filles), amely 1919-ben jelent meg. Ugyanebben az évben lesz a Matin irodalmi rovatainak vezetője.
1919-20-ban írta meg leghíresebb regényét a Cincit (Chéri), egy idősebb nő és egy fiatalabb férfi lehetetlen szerelmi történetét. A kisregény önéletrajzi ihletettségű, mert ekkoriban alakult ki szoros kapcsolata mostohafiával Bertrand de Jouvenellel. 1921-ben ebből közreműködésével színdarab készült, amelynek századik előadásán maga is szerepelt, később még a női főszerepet is többször eljátszotta.
Ugyanakkor házassága tönkrement, és 1923-ban elvált.
1922-ben kezdi publikálni a Matin hasábjain kisregényét, a Zsendülő vetést (Le blé en herbe), amely egy fiatal fiú szexuális beavatásáról szól egy idősebb nő révén, de az olvasók erkölcsi felháborodása miatt kénytelen volt művének közlését megszakítani. Könyvként 1923-ban jelent meg a Zsendülő vetés, itt használta először a Colette szerzői nevet.
1925-ben ismerkedett meg az igen fiatal, gazdag gyöngykereskedővel, Maurice Goudeket-vel, akivel gyakran hosszabb utazásokra is indult, és 1935-ben összeházasodtak.
1939-től Colette az egyre rosszabbodó csipőízületi porckopástól szenvedett, amely megnehezítette életét, és fokozatosan ágyhoz kötötte. Egy 1941-ben kiadott önéletrajzi szöveg már tükrözi bezáruló életét: Ablakomból (De ma fenêtre).
Észak-Franciaország német megszállása és a Vichy-kormány antiszemita akciói alatt sikerült egy zsidó származású férfit a letartóztatásból kiszabadítania és elbújtatnia.
1944-ben jelent meg egyik legnagyobb könyvsikere a Gigi c. kisregény, mely egy fiatal lány és egy idősebb férfi előnyös házasságának történetét meséli el, mindezt a boldog békeidők korszakába helyezve az 1900-as évek elejére.
Összességében Colette a huszadik század elejének francia irodalmában a legkiemelkedőbb (olykor a legtehetősebb) írónő lett. Regényeket, elbeszéléseket írt, folyóiratban publikált, közreműködött művei megfilmesítésében vagy színpadra vitelében, előadásokat tartott, és sokat utazott, alig akad írónő, aki korábban nagyobb megbecsülésnek örvendett volna. Ő volt az első nő, akit a Goncourt Akadémia a tagjai közé felvett (1945). 1948-1950 között 15 kötetben jelent meg műveinek összkiadása Goudeket gondozásában.
80. születésnapja 1953-ban nemzeti esemény volt, 1954-ben, halálakor állami temetésben részesült.
Colette műveiben igyekezett a nők sorsát igen árnyaltan, pszichológiai érzékenységgel ábrázolni. Alakjai túllépnek a konvenciókon, kritikusan viszonyulnak az egyént elnyomó kapcsolatokhoz és a házassághoz, írásaiban ledönti a női szexualitással kapcsolatos tabukat, híven ábrázolja az ösztönöket és az érzelmeket.
Két regényében a Claudine házában (La maison de Claudine) (1922) és a Sidoban (1929) öntörvényű és természetszerető édesanyjának állít emléket.
Noha sok olvasója van Colette műveinek, sokáig alulértékelték és nem kerülhetett be a francia irodalmi kánonba.

## Művei
- Claudine-regények (1900-1903)
- Dialogues de bêtes (1904)
- La retraite sentimentale (1907)
- L'ingénue libertine (1909)
- La vagabonde (1910)
- L'entrave (1913)
- Chéri (1920)
- Le blé en herbe (1923)
- La naissance du jour (1928)
- Sido (1929)
- Le Pur et l'Impur (1932)
- La chatte (1933)
- Duo (1934)
- Gigi (1944)
- L'étoile Vesper (1946)
- Le fanal bleu (1949)
- Julie de Carneilhan
- La Maison de Claudine
- Les Vrilles de la vigne
- Journal à rebours
- Paris de ma fenêtre

## Magyarul
- A bűnös ártatlanság, ford. Tavasz Renée; Világirodalom, Bp., 1926 k. (A Világirodalom Kincsei)
- Gyerekek; ford. Tavasz Renée; Világirodalom, Bp., 1926
  - (Zsendülő vetés; Sarjadó búza címen is)
- Cinci. Chéri; ford. Kállay Miklós; Világirodalom, Bp., 1927 (Colette művei)
- Az örvény szélén; ford. Kállay Miklós; Világirodalom, Bp., 1927 (A világirodalom kincsei)
- Az örvényben; ford. Tavasz Renée; Világirodalom, Bp., 1927 (A világirodalom kincsei)
- Cinci meghal; ford. Kállay Miklós; Világirodalom, Bp., 1927
- Mitsou kisasszony; ford. Tavasz Renée; Világirodalom, Bp., 1927 (A világirodalom kincsei)
- Duo. Regény; ford. Somlyó György; Renaissance, Bp., 1943
- Zsendülő vetés. Regény; ford. Brodszky Erzsébet; Európa, Bp., 1958
  - (Sarjadó búza; Gyerekek címen is)
- Műhelytitok; in: Mai francia elbeszélők; Európa, Bp., 1959. 131-137. p. (Dekameron)
- Zsendülő vetés; Kozmosz Könyvek, Bp., 1967. 139 p. (Kozmosz Könyvek)
- A betörő; in: Huszadik századi dekameron; Európa, Bp., 1968. 164-169 p. (A Világirodalom Remekei)
- Gigi. Kisregények és elbeszélések; ford. Brodszky Erzsébet, Somlyó György; Kossuth Ny., Bp., 1969 (Európa zsebkönyvek) (benne: Claudine háza, Duo, Kuckó, A beteg gyerek, Gigi)
- Édenek és börtönök. Önéletrajz; Colette műveiből összeáll. Robert Phelps, ford. Brodszky Erzsébet; Gondolat, Bp., 1971 (Nők könyvespolca)
- Kóborélet és más kisregények; ford. Brodszky Erzsébet, Dániel Anna, Rayman Katalin, utószó Gyergyai Albert; Európa, Bp., 1972 (A világirodalom remekei) (benne: Kóborélet, Zsendülő vetés, A macska, Katonasapka, Hotelszoba)
- Zsendülő vetés, A macska; Szépirodalmi, Bp., 1977. 206 p. (Olcsó Könyvtár)
- A beteg gyerek; in: Huszadik századi francia novellák; Noran, Bp, 2005. 33-61 p. (Modern Dekameron)
- Chéri – egy kurtizán szerelme; ford. Kállay Miklós, átdolg. Tótfalusi Ágnes; Nyitott Könyvműhely, Bp., 2009